# Поджарка
Поджарка — горячее основное или закусочное блюдо русской и советской кухни, жареная говядина, телятина, баранина или свинина, нарезанная мелкими брусочками весом 10—15 г. Рыбную поджарку готовят из нарезанного брусочками филе без кожи и костей рыбы осетровых пород, а также морского окуня, кефали, судака и других видов, не содержащих внутримышечных костей. В СССР под названием «поджарка» выпускали порционный мелкокусковой мясной полуфабрикат, предназначавшийся для тушения с соусами. «Книга о вкусной и здоровой пище» 1954 года высоко оценивала за удобство «получивший большое распространение и заслуженную известность» говяжий полуфабрикат «Московская поджарка», из которого предлагалось быстро приготовить разные первые и вторые блюда.
На поджарку из говядины берут толстый, тонкий края, верхний и внутренние куски тазобедренной части, из свинины, баранины или телятины — корейку или тазобедренную часть. Мясо нарезают поперёк мышечных волокон на тонкие пластины, а затем на брусочки. После обжарки приправленного солью и перцем мяса на сковороде до готовности его соединяют с пассерованным репчатым луком и томатным пюре. Мясную поджарку в качестве горячей закуски сервируют без гарнира, а вторым блюдом — с отварным или жареным картофелем, рассыпчатой кашей, отварными овощами, тушёной капустой и оформляют зеленью. В ресторанной подаче поджарку отпускают на подогретой мелкой столовой тарелке или на порционной сковороде.